# Valloire
Valloire este o comună în departamentul Savoie din sud-estul Franței. În 2009 avea o populație de 1.299 de locuitori.

## Evoluția populației
| An        | 1975 | 1982 | 1990  | 1999  | 2006  | 2009  |
| --------- | ---- | ---- | ----- | ----- | ----- | ----- |
| Populație | 923  | 940  | 1.012 | 1.243 | 1.287 | 1.299 |